# Antoine Gélinas-Beaulieu
Antoine Gélinas-Beaulieu (Sherbrooke, 5 de mayo de 1992) es un deportista canadiense que compite en patinaje de velocidad sobre hielo.
Ganó seis medallas en el Campeonato Mundial de Patinaje de Velocidad sobre Hielo en Distancia Individual, entre los años 2020 y 2024.

## Palmarés internacional
| Campeonato Mundial en Distancia Individual | Campeonato Mundial en Distancia Individual | Campeonato Mundial en Distancia Individual | Campeonato Mundial en Distancia Individual |
| Año                                        | Lugar                                      | Medalla                                    | Prueba                                     |
| ------------------------------------------ | ------------------------------------------ | ------------------------------------------ | ------------------------------------------ |
| 2020                                       | Salt Lake City (Estados Unidos)            | Medalla de bronce                          | Salida en grupo                            |
| 2023                                       | Heerenveen (Países Bajos)                  | Medalla de oro                             | Velocidad por equipos                      |
| 2023                                       | Heerenveen (Países Bajos)                  | Medalla de plata                           | Persecución por equipos                    |
| 2024                                       | Calgary (Canadá)                           | Medalla de oro                             | Velocidad por equipos                      |
| 2024                                       | Calgary (Canadá)                           | Medalla de plata                           | Salida en grupo                            |
| 2024                                       | Calgary (Canadá)                           | Medalla de bronce                          | Persecución por equipos                    |